# LPD433
LPD433 (de l'anglès: low power device; dispositius de baixa potència 433 MHz) és una banda UHF en la qual els dispositius de comunicació sense llicència poden funcionar en algunes regions. Les freqüències corresponen a la banda ISM de la regió 1 de l'ITU de 433.050 MHz a 434.790 MHz i l'operació està limitada als països CEPT. Les freqüències utilitzades es troben dins de la banda de 70 centímetres, que actualment està reservada per a les operacions de ràdio d'aficionats i també governamentals als Estats Units i la majoria de nacions del món.
Les ràdios portàtils LPD estan autoritzades per a l'ús de comunicacions de veu sense llicència a la major part d'Europa utilitzant modulació de freqüència analògica (FM) com a part de les regulacions de dispositius de curt abast, amb una amplada de canal de 25 kHz, per a un total de 69 canals. En alguns països, els dispositius LPD només es poden utilitzar amb una antena integral i no extraïble amb una potència de sortida màxima legal de 10 mW.
La comunicació de veu a la banda LPD es va introduir per reduir la càrrega dels vuit (ara setze) canals PMR446 en rangs més curts (menys d'1). km).
LPD també s'utilitza en comandaments a distància de garatges i portes i claus de vehicles, i en algunes estacions meteorològiques d'exterior.

## Ús per país
Regió 1 de la UIT (Europa)
Al Regne Unit, els equips LPD433 que compleixen els respectius requisits de la interfície Ofcom es poden utilitzar per al radiocontrol de models, veu analògica/digitalitzada i sistemes d'entrada sense clau a distància. Tanmateix, hi ha un marge d'interferència important, tant en freqüència com en les freqüències adjacents, ja que la banda no sol estar buida. Les freqüències de 430 a 440 MHz s'assignen a títol secundari als radioaficionats amb llicència, qui poden utilitzar fins a 40 W (16 dBW) entre 430 i 432 MHz i 400 W (26 dBW) entre 432 i 440 MHz. Els canals de l'1 al 14 són sortides de repetidor de radioaficionats del Regne Unit i els canals del 62 al 69 són d'entrada a repetidor de radioaficionats del Regne Unit. Aquesta banda es comparteix de manera secundària tant per usuaris amb llicència com per usuaris exempts de llicència; l'usuari principal és el Ministeri de Defensa.
Ofcom, juntament amb el Comitè de Coordinació de Tecnologia Emergent de la RSGB, la Societat de Ràdio de la Gran Bretanya, han elaborat directrius per ajudar a mitigar els efectes secundaris de la interferència fins a cert punt.
Suïssa
Suïssa permet l'ús dels 69 canals LPD433 amb una potència màxima de 10 mW.
Segons una resolució publicada recentment (juny de 2021) del govern espanyol, on defineix la 'interfície IR-266', es poden utilitzar dispositius mòbils de curt abast no específics sense autorització per a aplicacions de veu amb 'tècniques de mitigació avançades'. (com ara escoltar abans de parlar) entre els 434,040 i els 434,790 MHz, amb canals de 25 kHz o més estrets i amb una potència radiada aparent màxima de 10 mW. Això faria possible l'ús dels canals LPD433 del 40 al 69 a Espanya.
Els sistemes remots europeus d'entrada sense clau sovint utilitzen la banda de 433 MHz, encara que, com a tot Europa, aquestes freqüències es troben dins de la banda de 70 centímetres assignada als radioaficionats, el que pot causar interferències. A Alemanya, abans de finals de 2008, els entusiastes del radiocontrol podien utilitzar les freqüències del canal 03 al 67 per al control de ràdio de qualsevol tipus de model (aeri o terrestre), tots amb números de canal senars (03, 05)., etc. fins al canal 67), amb 50 kHz d'amplada de banda.
A la regió 2 de l'ITU (les Amèriques), les freqüències que utilitza LPD433 també es troben dins de la banda de 70 centímetres assignada als radioaficionats. Als Estats Units, les ràdios LPD433 només es poden utilitzar sota les regulacions d'aficionats de la FCC per operadors de ràdio aficionats amb la llicència corresponent .
Malàisia
A Malàisia, aquesta banda també es troba dins de la banda de 70 centímetres (430,000 – 440,000 MHz) assignada als radioaficionats. Els titulars de llicències de radioaficionat de classe B poden transmetre un nivell de potència màxima d'envolupant (PEP) de fins a 50 watts. No hi ha cap requisit de llicència per a LPD sempre que compleixi els requisits regulats per la Comissió de Comunicacions i Multimèdia de Malàisia Arxivat 2021-02-28 a Wayback Machine. (MCMC). Tal com regula la MCMC al Codi tècnic per a dispositius de curt abast, es permet el control remot i els dispositius de seguretat de fins a 50 mW ERP (potència radiada apatent) i fins a 100 mW d'ERP per a dispositius de comunicació de curt abast (SRC). Els sistemes de identificació per radiofreqüència (RFID) es permeten fins a 100 mW de potència radiada isotròpica equivalent (EIRP).
| Canal | Freqüència (MHz) | Canal | Freqüència (MHz) | Canal | Freqüència (MHz) |
| ----- | ---------------- | ----- | ---------------- | ----- | ---------------- |
| 1     | 433,075          | 24    | 433,650          | 47    | 434,225          |
| 2     | 433,100          | 25    | 433,675          | 48    | 434,250          |
| 3     | 433,125          | 26    | 433,700          | 49    | 434,275          |
| 4     | 433,150          | 27    | 433,725          | 50    | 434,300          |
| 5     | 433,175          | 28    | 433,750          | 51    | 434,325          |
| 6     | 433,200          | 29    | 433,775          | 52    | 434,350          |
| 7     | 433,225          | 30    | 433,800          | 53    | 434,375          |
| 8     | 433,250          | 31    | 433,825          | 54    | 434,400          |
| 9     | 433,275          | 32    | 433,850          | 55    | 434,425          |
| 10    | 433,300          | 33    | 433,875          | 56    | 434,450          |
| 11    | 433,325          | 34    | 433,900          | 57    | 434,475          |
| 12    | 433,350          | 35    | 433,925          | 58    | 434,500          |
| 13    | 433,375          | 36    | 433,950          | 59    | 434,525          |
| 14    | 433,400          | 37    | 433,975          | 60    | 434,550          |
| 15    | 433,425          | 38    | 434,000          | 61    | 434,575          |
| 16    | 433,450          | 39    | 434,025          | 62    | 434,600          |
| 17    | 433,475          | 40    | 434,050          | 63    | 434,625          |
| 18    | 433,500          | 41    | 434,075          | 64    | 434,650          |
| 19    | 433,525          | 42    | 434,100          | 65    | 434,675          |
| 20    | 433,550          | 43    | 434,125          | 66    | 434,700          |
| 21    | 433,575          | 44    | 434,150          | 67    | 434,725          |
| 22    | 433,600          | 45    | 434,175          | 68    | 434,750          |
| 23    | 433,625          | 46    | 434,200          | 69    | 434,775          |